# チェルシー・ダイヤモンド
チェルシー・ダイヤモンド（Chelsea Diamond、1994年4月4日 - ）は、アメリカ合衆国の女子プロレスラー。カリフォルニア州サンディエゴ出身。
ブライアン・ブレアーの姪（来日前の触れ込みは孫娘だった）

## 経歴
2012年10月、フロリダ州タンパのキューバン・シビックセンターでデビュー。
2015年スターダムに初来日。来日初戦は4月12日の新木場1stRINGにてメインで宝城カイリと組み、紫雷イオ&はづき蓮王組と対戦、勝利で飾る。
4月23日の後楽園ホールにおけるシンデレラ・トーナメントにもエントリー、1回戦でクリス・ウルフに勝利するも2回戦でイオに敗れる。
5月3日、カイリにコグマを加えた「キャンディー・クラッシュ」としてアーティスト・オブ・スターダム王座をイオ、岩谷麻優、はづき組と争い勝利、来日初タイトル獲得。
5月17日、後楽園大会で里村明衣子と一騎討ちで敗れるも、試合後にスターダム入団を表明、以降はビザを7月から10月まで延長し、スターダム所属として日米を行き来しながら継続参戦する予定。
2016年、帰国。現地で活動。
2017年以降、日本での試合来日がなくスターダム公式サイトからもプロフィールが削除。
2019年、休業を発表。引退はしない意向。

## 得意技
- ダイビング・ボディ・アタック
- ネック・ハンギング・ツリー
- ビッグブーツ

## 獲得タイトル
- アーティスト・オブ・スターダム王座

## 入場曲
- Heaven Is A Place On Earth／Belinda Carlisle